# Lekkoatletyka na Letnich Igrzyskach Olimpijskich 1968 – bieg na 100 m mężczyzn
Bieg na 100 metrów mężczyzn podczas XIX Letnich Igrzysk Olimpijskich w Meksyku rozegrano 13 (eliminacje i ćwierćfinały) i 14 października 1968 (półfinały i finał) na Estadio Olímpico Universitario. Zwycięzcą został Amerykanin Jim Hines, który w finale wyrównał rekord świata z wynikiem 9,9 s.

## Rekordy

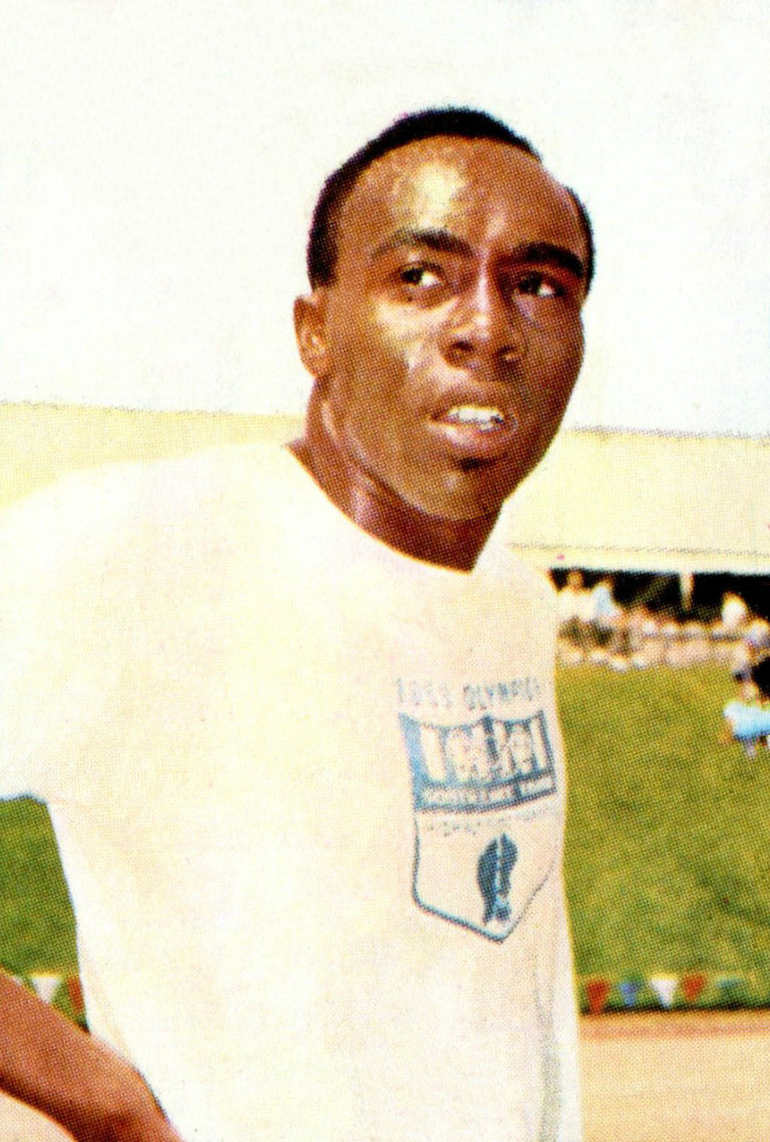
Jim Hines

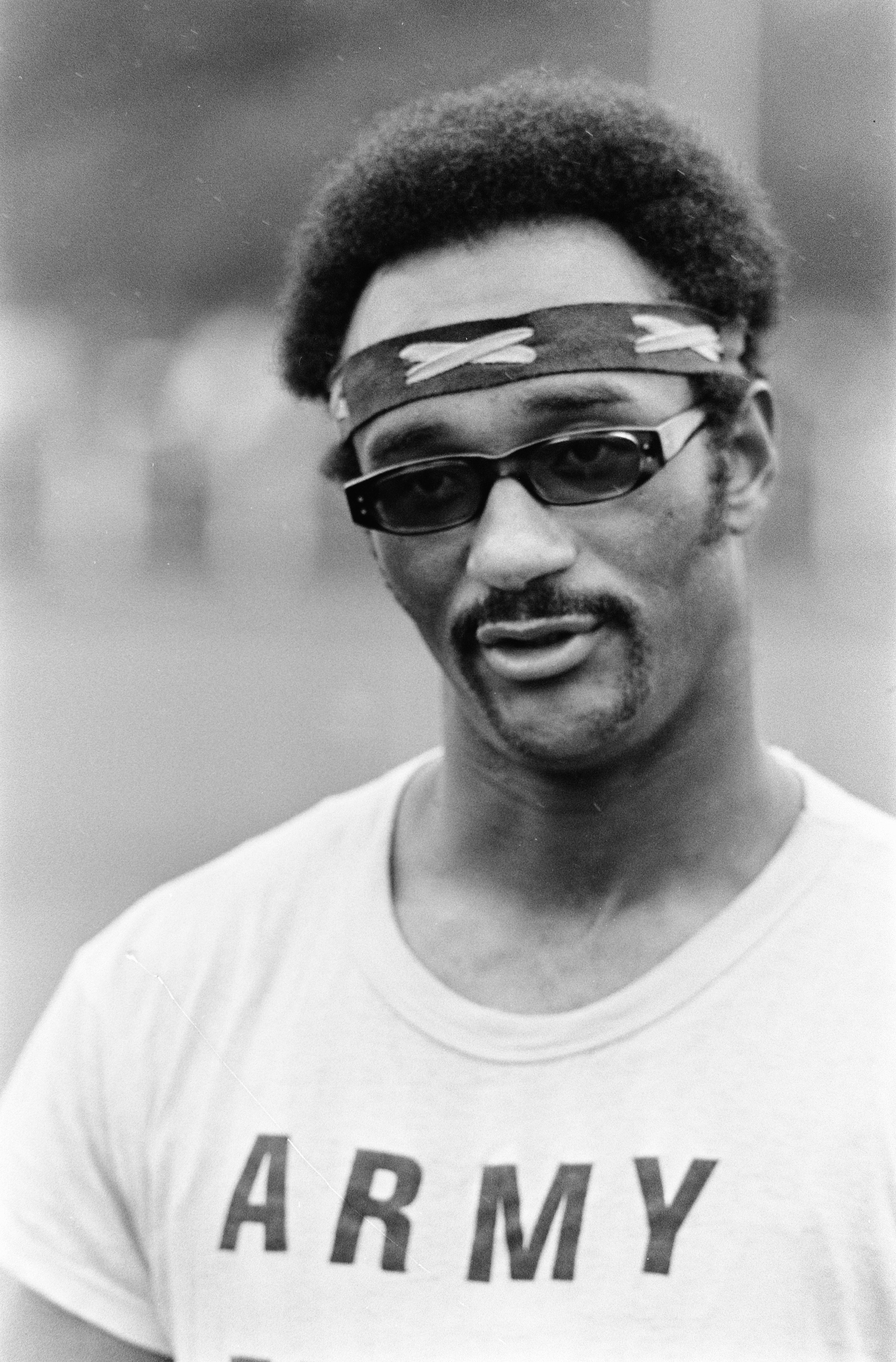
Charles Greene

|                   | zawodnik         | narodowość        | czas | data                      | miejsce    |
| ----------------- | ---------------- | ----------------- | ---- | ------------------------- | ---------- |
| Rekord świata     | Jim Hines        | Stany Zjednoczone | 9,9  | 20 czerwca 1968(dts)      | Sacramento |
| Rekord świata     | Ronnie Ray Smith | Stany Zjednoczone | 9,9  | 20 czerwca 1968(dts)      | Sacramento |
| Rekord świata     | Charles Greene   | Stany Zjednoczone | 9,9  | 20 czerwca 1968(dts)      | Sacramento |
| Rekord olimpijski | Bob Hayes        | Stany Zjednoczone | 10,0 | 15 października 1964(dts) | Tokio      |

## Wyniki
| Poz. - pozycja |
| – rekord świata \| – rekord krajowy \| – rekord życiowy \| = – wyrównany rekord życiowy \| · – najlepszy wynik w sezonie \| = – wyrównany najlepszy wynik w sezonie \| – rekord olimpijski |
| Fn – falstart \| DNF – nie ukończył \| DNS – nie wystartował \| DSQ – zdyskwalifikowany |

### Eliminacje
Rozegrano dziewięć biegów eliminacyjnych. Do ćwierćfinałów awansowało po trzech najlepszych zawodników z każdego biegu (Q) oraz pięciu z najlepszymi czasami spośród pozostałych (q).

#### Bieg 1
Wiatr: +2,8 m/s
| Poz. | Zawodnik            | Narodowość        | Rezultat | Uwagi |
| ---- | ------------------- | ----------------- | -------- | ----- |
| 1    | Charles Greene      | Stany Zjednoczone | 10,0 w   | Q     |
| 2    | Hideo Iijima        | Japonia           | 10,2 w   | Q     |
| 3    | Canagasabai Kunalan | Singapur          | 10,4 w   | Q     |
| 4    | Wiesław Maniak      | Polska            | 10,4 w   |       |
| 5    | Barka Sy            | Senegal           | 10,6 w   |       |
| 6    | Alberto Torres      | Dominikana        | 10,7 w   |       |
| 7    | William Dralu       | Uganda            | 10,8 w   |       |

#### Bieg 2
Wiatr: +0,8 m/s
| Poz. | Zawodnik                   | Narodowość               | Rezultat | Uwagi |
| ---- | -------------------------- | ------------------------ | -------- | ----- |
| 1    | Jim Hines                  | Stany Zjednoczone        | 10,2     | Q     |
| 2    | Jean-Louis Ravelomanantsoa | Madagaskar               | 10,2     | Q     |
| 3    | Gaoussou Koné              | Wybrzeże Kości Słoniowej | 10,3     | Q     |
| 4    | Amos Omolo                 | Uganda                   | 10,4     | q     |
| 5    | Porfirio Veras             | Dominikana               | 10,5     |       |
| 6    | Julius Sang                | Kenia                    | 11,0     |       |
| 7    | Jorge Vizcarrondo          | Portoryko                | 10,7     |       |
| 8    | Manuel Planchart           | Wenezuela                | 10,7     |       |

#### Bieg 3
Wiatr: 0,0 m/s
| Poz. | Zawodnik           | Narodowość      | Rezultat | Uwagi |
| ---- | ------------------ | --------------- | -------- | ----- |
| 1    | Enrique Figuerola  | Kuba            | 10,3     | Q     |
| 2    | Iván Moreno        | Chile           | 10,5     | Q     |
| 3    | Barrie Kelly       | Wielka Brytania | 10,5     | Q     |
| 4    | Jewgienij Siniajew | ZSRR            | 10,5     |       |
| 5    | Zenon Nowosz       | Polska          | 10,5     |       |
| 6    | Charles Asati      | Kenia           | 10,6     |       |
| 7    | Jimmy Sierra       | Kolumbia        | 10,8     |       |

#### Bieg 4
Wiatr: +0,6 m/s
| Poz. | Zawodnik           | Narodowość        | Rezultat | Uwagi |
| ---- | ------------------ | ----------------- | -------- | ----- |
| 1    | Pablo Montes       | Kuba              | 10,1     | Q     |
| 2    | Melvin Pender      | Stany Zjednoczone | 10,3     | Q     |
| 3    | Ron Jones          | Wielka Brytania   | 10,4     | Q     |
| 4    | Ołeksij Chłopotnow | ZSRR              | 10,4     |       |
| 5    | Norris Stubbs      | Bahamy            | 10,9     |       |
| 6    | Chen Chuan-show    | Tajwan            | 10,8     |       |
| 7    | Philippe Housiaux  | Belgia            | 10,9     |       |

#### Bieg 5
Wiatr: +0,7 m/s
| Poz. | Zawodnik          | Narodowość | Rezultat | Uwagi |
| ---- | ----------------- | ---------- | -------- | ----- |
| 1    | Roger Bambuck     | Francja    | 10,1     | Q     |
| 2    | Heinz Erbstößer   | NRD        | 10,4     | Q     |
| 3    | Michael Ahey      | Ghana      | 10,5     | Q     |
| 4    | Bernard Nottage   | Bahamy     | 10,6     |       |
| 5    | Ennio Preatoni    | Włochy     | 10,6     |       |
| 6    | Hansruedi Wiedmer | Szwajcaria | 10,7     |       |
| 7    | Su Wen-ho         | Tajwan     | 10,8     |       |

#### Bieg 6
Wiatr: +3,8 m/s
| Poz. | Zawodnik         | Narodowość        | Rezultat | Uwagi |
| ---- | ---------------- | ----------------- | -------- | ----- |
| 1    | Lennox Miller    | Jamajka           | 10,1 w   | Q     |
| 2    | Hartmut Schelter | NRD               | 10,3 w   | Q     |
| 3    | Mani Jegathesan  | Malezja           | 10,3 w   | Q     |
| 4    | Robert Ojo       | Nigeria           | 10,4 w   | q     |
| 5    | Ron Monsegue     | Trynidad i Tobago | 10,5 w   |       |
| 6    | Rogelio Onofre   | Filipiny          | 10,5 w   |       |
| –    | Tom Robinson     | Bahamy            | DNF      |       |

#### Bieg 7
Wiatr: +0,4 m/s
| Poz. | Zawodnik              | Narodowość | Rezultat | Uwagi |
| ---- | --------------------- | ---------- | -------- | ----- |
| 1    | Harry Jerome          | Kanada     | 10,3     | Q     |
| 2    | Karl-Peter Schmidtke  | RFN        | 10,3     | Q     |
| 3    | Harald Eggers         | NRD        | 10,3     | Q     |
| 4    | Kola Abdulai          | Nigeria    | 10,4     | q     |
| 5    | Miguel Ángel González | Meksyk     | 10,5     |       |
| 6    | Pablo McNeil          | Jamajka    | 10,6     |       |
| 7    | Hassan El-Mech        | Maroko     | 10,7     |       |
| 8    | Morgan Gesmalla       | Sudan      | 11,0     |       |

#### Bieg 8
Wiatr: 0,0 m/s
| Poz. | Zawodnik          | Narodowość         | Rezultat | Uwagi |
| ---- | ----------------- | ------------------ | -------- | ----- |
| 1    | Gérard Fenouil    | Francja            | 10,4     | Q     |
| 2    | Gerhard Wucherer  | RFN                | 10,4     | Q     |
| 3    | Marian Dudziak    | Polska             | 10,4     | Q     |
| 4    | Władisław Sapieja | ZSRR               | 10,4     | q     |
| 5    | Eddy Monsels      | Gujana Holenderska | 10,4     | q     |
| 6    | Greg Lewis        | Australia          | 10,5     |       |
| 7    | Félix Bécquer     | Meksyk             | 10,7     |       |
| 8    | Rafael Santos     | Salwador           | 11,2     |       |

#### Bieg 9
Wiatr: 0,0 m/s
| Poz. | Zawodnik          | Narodowość | Rezultat | Uwagi |
| ---- | ----------------- | ---------- | -------- | ----- |
| 1    | Hermes Ramírez    | Kuba       | 10,2     | Q     |
| 2    | Andrés Calonge    | Argentyna  | 10,4     | Q     |
| 3    | Jocelyn Delecour  | Francja    | 10,4     | Q     |
| 4    | Gert Metz         | RFN        | 10,5     |       |
| 5    | Norman Chihota    | Tanzania   | 10,5     |       |
| 6    | Horacio Esteves   | Wenezuela  | 10,6     |       |
| 7    | José Luis Sánchez | Hiszpania  | 10,6     |       |
| 8    | Juan Argüello     | Nikaragua  | 11,1     |       |

### Ćwierćfinały
Rozegrano cztery biegi ćwierćfinałowe. Do półfinałów awansowało po czterech najlepszych zawodników z każdego biegu (Q).

#### Bieg 1
Wiatr: +1,8 m/s
| Poz. | Zawodnik             | Narodowość        | Rezultat | Uwagi |
| ---- | -------------------- | ----------------- | -------- | ----- |
| 1    | Lennox Miller        | Jamajka           | 10,1     | Q,    |
| 2    | Jim Hines            | Stany Zjednoczone | 10,1     | Q     |
| 3    | Enrique Figuerola    | Kuba              | 10,2     | Q     |
| 4    | Iván Moreno          | Chile             | 10,3     | Q     |
| 5    | Andrés Calonge       | Argentyna         | 10,3     |       |
| 6    | Ron Jones            | Wielka Brytania   | 10,4     |       |
| 7    | Karl-Peter Schmidtke | RFN               | 10,4     |       |
| 8    | Władisław Sapieja    | ZSRR              | 10,4     |       |

#### Bieg 2
Wiatr: +0,5 m/s
| Poz. | Zawodnik         | Narodowość        | Rezultat | Uwagi |
| ---- | ---------------- | ----------------- | -------- | ----- |
| 1    | Hermes Ramírez   | Kuba              | 10,0     | Q, =  |
| 2    | Melvin Pender    | Stany Zjednoczone | 10,1     | Q     |
| 3    | Roger Bambuck    | Francja           | 10,1     | Q     |
| 4    | Harry Jerome     | Kanada            | 10,2     | Q     |
| 5    | Heinz Erbstößer  | NRD               | 10,2     |       |
| 6    | Gerhard Wucherer | RFN               | 10,3     |       |
| 7    | Kola Abdulai     | Nigeria           | 10,3     |       |
| 8    | Michael Ahey     | Ghana             | 10,4     |       |

#### Bieg 3
Wiatr: +4,2 m/s
| Poz. | Zawodnik         | Narodowość | Rezultat | Uwagi |
| ---- | ---------------- | ---------- | -------- | ----- |
| 1    | Pablo Montes     | Kuba       | 10,1 w   | Q     |
| 2    | Hartmut Schelter | NRD        | 10,2 w   | Q     |
| 3    | Hideo Iijima     | Japonia    | 10,3 w   | Q     |
| 4    | Gérard Fenouil   | Francja    | 10,3 w   | Q     |
| 5    | Marian Dudziak   | Polska     | 10,3 w   |       |
| 6    | Mani Jegathesan  | Malezja    | 10,3 w   |       |
| 7    | Amos Omolo       | Uganda     | 10,4 w   |       |
| 8    | Robert Ojo       | Nigeria    | 10,5 w   |       |

#### Bieg 4
Wiatr: +2,0 m/s
| Poz. | Zawodnik                   | Narodowość               | Rezultat | Uwagi |
| ---- | -------------------------- | ------------------------ | -------- | ----- |
| 1    | Charles Greene             | Stany Zjednoczone        | 10,0     | Q, =  |
| 2    | Jean-Louis Ravelomanantsoa | Madagaskar               | 10,1     | Q     |
| 3    | Gaoussou Koné              | Wybrzeże Kości Słoniowej | 10,2     | Q     |
| 4    | Harald Eggers              | NRD                      | 10,2     | Q     |
| 5    | Barrie Kelly               | Wielka Brytania          | 10,3     |       |
| 6    | Jocelyn Delecour           | Francja                  | 10,3     |       |
| 7    | Canagasabai Kunalan        | Singapur                 | 10,3     |       |
| 8    | Eddy Monsels               | Gujana Holenderska       | 10,4     |       |

### Półfinały
Rozegrano dwa biegi półfinałowe. Do finału awansowało po czterech najlepszych zawodników z każdego biegu (Q).

#### Bieg 1
Wiatr: +1,6 m/s
| Poz. | Zawodnik          | Narodowość        | Rezultat | Uwagi |
| ---- | ----------------- | ----------------- | -------- | ----- |
| 1    | Jim Hines         | Stany Zjednoczone | 10,0     | Q, =  |
| 2    | Roger Bambuck     | Francja           | 10,1     | Q,    |
| 3    | Harry Jerome      | Kanada            | 10,1     | Q,    |
| 4    | Melvin Pender     | Stany Zjednoczone | 10,2     | Q     |
| 5    | Enrique Figuerola | Kuba              | 10,2     |       |
| 6    | Hermes Ramírez    | Kuba              | 10,2     |       |
| 7    | Harald Eggers     | NRD               | 10,2     |       |
| 8    | Hideo Iijima      | Japonia           | 10,3     | [ 3 ] |

#### Bieg 2
Wiatr: 0,0 m/s
| Poz. | Zawodnik                   | Narodowość               | Rezultat | Uwagi |
| ---- | -------------------------- | ------------------------ | -------- | ----- |
| 1    | Charles Greene             | Stany Zjednoczone        | 10,1     | Q     |
| 2    | Lennox Miller              | Jamajka                  | 10,1     | Q     |
| 3    | Pablo Montes               | Kuba                     | 10,1     | Q     |
| 4    | Jean-Louis Ravelomanantsoa | Madagaskar               | 10,2     | Q     |
| 5    | Gaoussou Koné              | Wybrzeże Kości Słoniowej | 10,2     |       |
| 6    | Iván Moreno                | Chile                    | 10,3     |       |
| 7    | Gérard Fenouil             | Francja                  | 10,3     |       |
| 8    | Hartmut Schelter           | NRD                      | 10,3     |       |

### Finał
Wiatr: +0,3 m/s
| Poz. | Zawodnik                   | Narodowość        | Rezultat | Uwagi |
| ---- | -------------------------- | ----------------- | -------- | ----- |
| 1    | Jim Hines                  | Stany Zjednoczone | 9,9      | =     |
| 2    | Lennox Miller              | Jamajka           | 10,0     | [ 3 ] |
| 3    | Charles Greene             | Stany Zjednoczone | 10,0     |       |
| 4    | Pablo Montes               | Kuba              | 10,1     |       |
| 5    | Roger Bambuck              | Francja           | 10,1     |       |
| 6    | Melvin Pender              | Stany Zjednoczone | 10,1     |       |
| 7    | Harry Jerome               | Kanada            | 10,1     |       |
| 8    | Jean-Louis Ravelomanantsoa | Madagaskar        | 10,2     |       |